# Broglio elettorale
Sono brogli elettorali tutte quelle operazioni illecite di manipolazioni del voto che tendono a falsare una consultazione elettorale.

## Origine del termine
Il termine deriva dal verbo in francese antico "broueillier" o "brouiller", col significato di "mescolare".

## Accuse di brogli in Italia
L'accusa di brogli elettorali in Italia è antica. Durante il Risorgimento, le annessioni dei regni preunitari al Regno d'Italia vennero sempre ratificate mediante plebisciti. Tali consultazioni, a suffragio censitario, si svolsero senza tutela della segretezza del voto e talvolta in un clima di intimidazione. I "no" all'annessione furono in numero irrisorio e statisticamente improbabile. Il procedimento dei plebisciti durante il Risorgimento fu criticato da diverse personalità politiche ed il Times sostenne che fu «la più feroce beffa mai perpetrata ai danni del suffragio popolare». Tale evento è stato anche trattato nel romanzo "Il Gattopardo" di Giuseppe Tomasi di Lampedusa.
Alla nascita della Repubblica Italiana, i monarchici attribuirono la loro sconfitta a brogli elettorali. Nella puntata del 5 febbraio 1990 della trasmissione Mixer, condotta da Giovanni Minoli, andò in onda un falso scoop secondo il quale il re avrebbe fatto in modo che il referendum proclamasse la Repubblica per evitare al paese la guerra civile, ma si trattava soltanto di un abile montaggio per esibire quanto la televisione potesse deformare la realtà dei fatti e influenzare il pensiero dei cittadini, e scatenò un mare di polemiche.
Nel 2006, appena conclusesi le elezioni politiche per il rinnovo del Parlamento italiano, il presidente del Consiglio Silvio Berlusconi, primo caso nella sessantennale storia della Repubblica di una tale grave contestazione da parte di un esponente del governo uscente, ha paventato l'ipotesi di brogli elettorali, sebbene il presidente della Repubblica Carlo Azeglio Ciampi e il Ministro dell'interno Giuseppe Pisanu avessero espresso il loro compiacimento per lo svolgimento regolare delle elezioni.

## Accuse di brogli al di fuori dell'Italia
Un caso acclarato di frode elettorale è il referendum istituzionale nello Stato del Vietnam del 1955, dove i voti conteggiati per la repubblica superarono il numero degli elettori iscritti nelle liste elettorali.
Gravi controversie hanno investito le elezioni presidenziali del 2000 nello stato della Florida, che, per un soffio, e dopo settimane di esaminazioni da parte della Corte Suprema, hanno assegnato la vittoria allo sfidante repubblicano George W. Bush.
Altre accuse di forti irregolarità sono state registrate durante la  tornata elettorale del 2004, che hanno rieletto il presidente Bush, e le elezioni generali filippine dello stesso anno.
Più recentemente forti sospetti di brogli elettorali ci sono stati in Bielorussia, nelle elezioni del 2006, e nel medesimo anno durante le elezioni ad Haiti.
Dopo la consultazione elettorale tenutasi in Iraq il 15 dicembre 2005, il "Fronte dell'accordo iracheno", una delle principali liste sunnite, ha denunciato palesi irregolarità. I brogli si sarebbero registrati in particolare a Baghdad, dove la lista sciita "Alleanza irachena unita" avrebbe ottenuto quasi il sessanta per cento.
Al referendum costituzionale in Turchia del 2017 c'è stato un forte sospetto di brogli a causa di due milioni di schede non timbrate. Secondo il Supremo Consiglio elettorale, le schede erano da considerare valide, e quindi non ci sarebbe stato nessun broglio, ma il CHP sostenne che i membri del consiglio erano a favore dell AKP e li accusarono di «abuso d'ufficio».
Subito dopo la vittoria di Joe Biden alle elezioni presidenziali americane del 2020, il suo sfidante repubblicano e presidente uscente Donald Trump ha immediatamente denunciato la presunta presenza di brogli elettorali, soprattutto in alcune schede del cosiddetto voto per posta, in stati chiave come Arizona, Michigan, Wisconsin, Pennsylvania e Georgia, arrivando a minacciare anche ricorsi legali in oltre una decina di stati. Il successivo 6 gennaio, in concomitanza con gli scontri avvenuti davanti al Campidoglio che hanno causato diversi arresti e la morte di quattro persone, il Congresso statunitense ha infine ratificato la vittoria di Biden.